# Karma Police
〈Karma Police〉는 1997년 8월 25일 세 번째 음반 《OK Computer》의 두 번째 싱글로 발매된 영국의 얼터너티브 록 밴드 라디오헤드의 곡이다. 이 곡은 영국 싱글 차트 8위, 미국 핫 모던 록 트랙 차트에서 14위에 올랐다. 그리고 《Radiohead: The Best Of》(2008년)에도 포함되었다.

## 발표 및 수신
〈Karma Police〉은 1997년 8월 25일 《OK Computer》에서 두 번째 싱글로 발매되었다. 그 싱글은 두 가지 버전으로 발매되었다. 싱글은 영국 싱글 차트에서 8위를 기록했다. 2010년 3월 말, 첫 싱글 음반 발매 13년 만에 이 곡은 덴마크 싱글 차트에서 15위에 올랐다.

## 곡 목록
모든 곡들은 톰 요크, 조니 그린우드, 에드 오브라이언, 콜린 그린우드 그리고 필 셀웨이가 작사/작곡하였다.
CD1 (CDODATAS03)
1. "Karma Police" – 4:23
2. "Meeting in the Aisle" – 3:08
3. "Lull" – 2:28

CD2 (CDNODATA03)
1. "Karma Police" – 4:23
2. "Climbing Up the Walls" (제로 7 믹스) – 5:19
3. "Climbing Up the Walls" (필라 브라질리아 믹스) – 6:24

## 참여 인원
- 톰 요크 – 리드 보컬, 어쿠스틱 기타
- 조니 그린우드 – 피아노, 멜로트론, 아날로그 신시사이저
- 콜린 그린우드 – 베이스 기타
- 에드 오브라이언 – 일렉트릭 기타, 백 보컬
- 필 셀웨이 – 드럼